# Cyrtolobus inermis
Cyrtolobus inermis är en insektsart som beskrevs av Emmons. Cyrtolobus inermis ingår i släktet Cyrtolobus och familjen hornstritar. Inga underarter finns listade i Catalogue of Life.